# Schackbräde

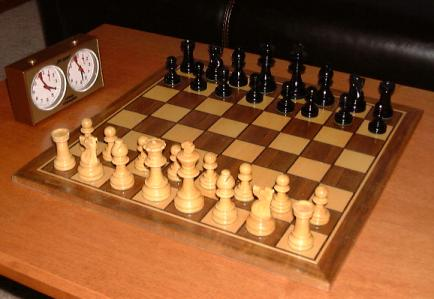

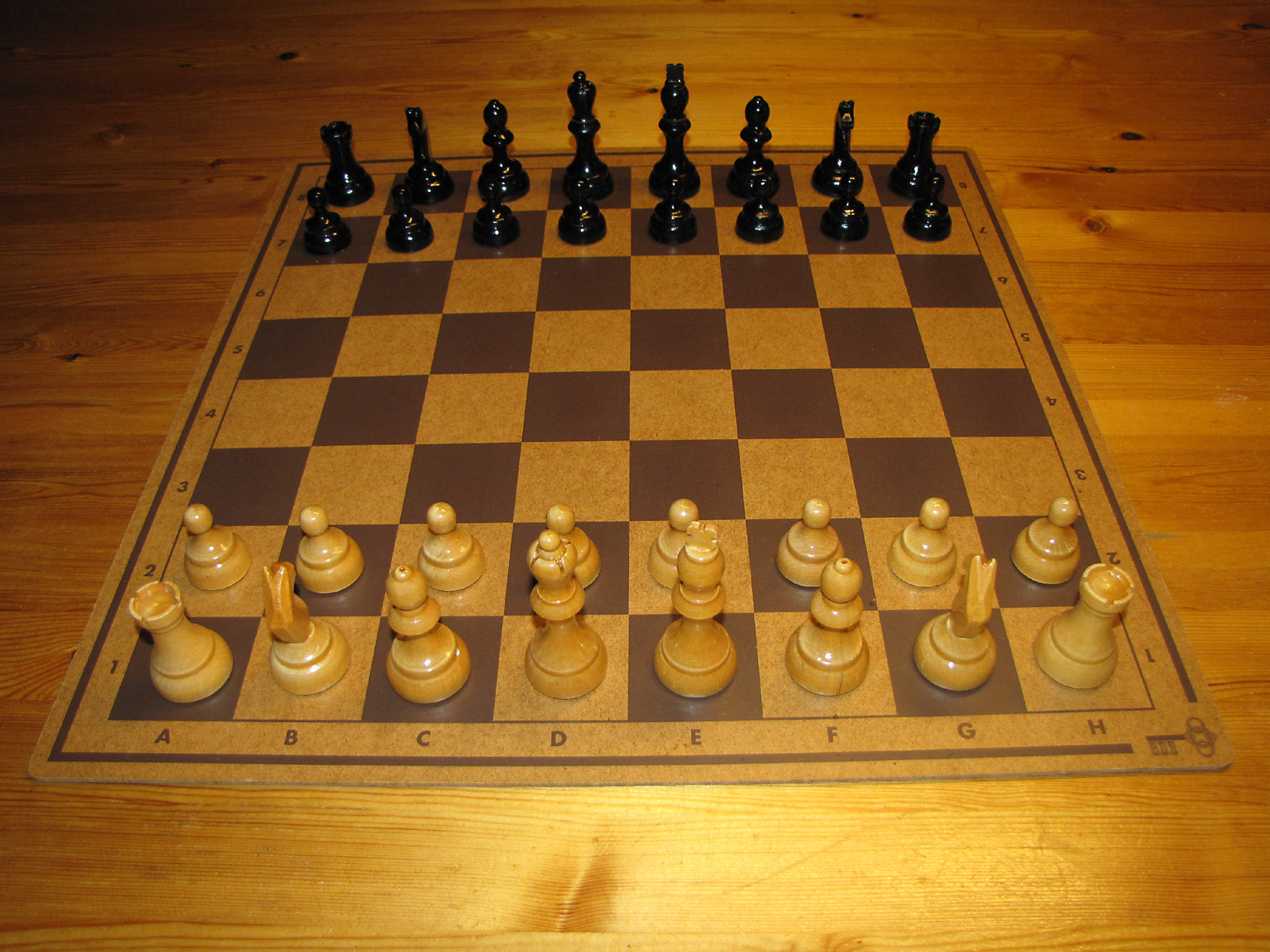
Ett i Sverige vanligt förekommande schackbräde och pjäser av typen Svensk tävlingsmodell, med träpjäser och masonitbräde

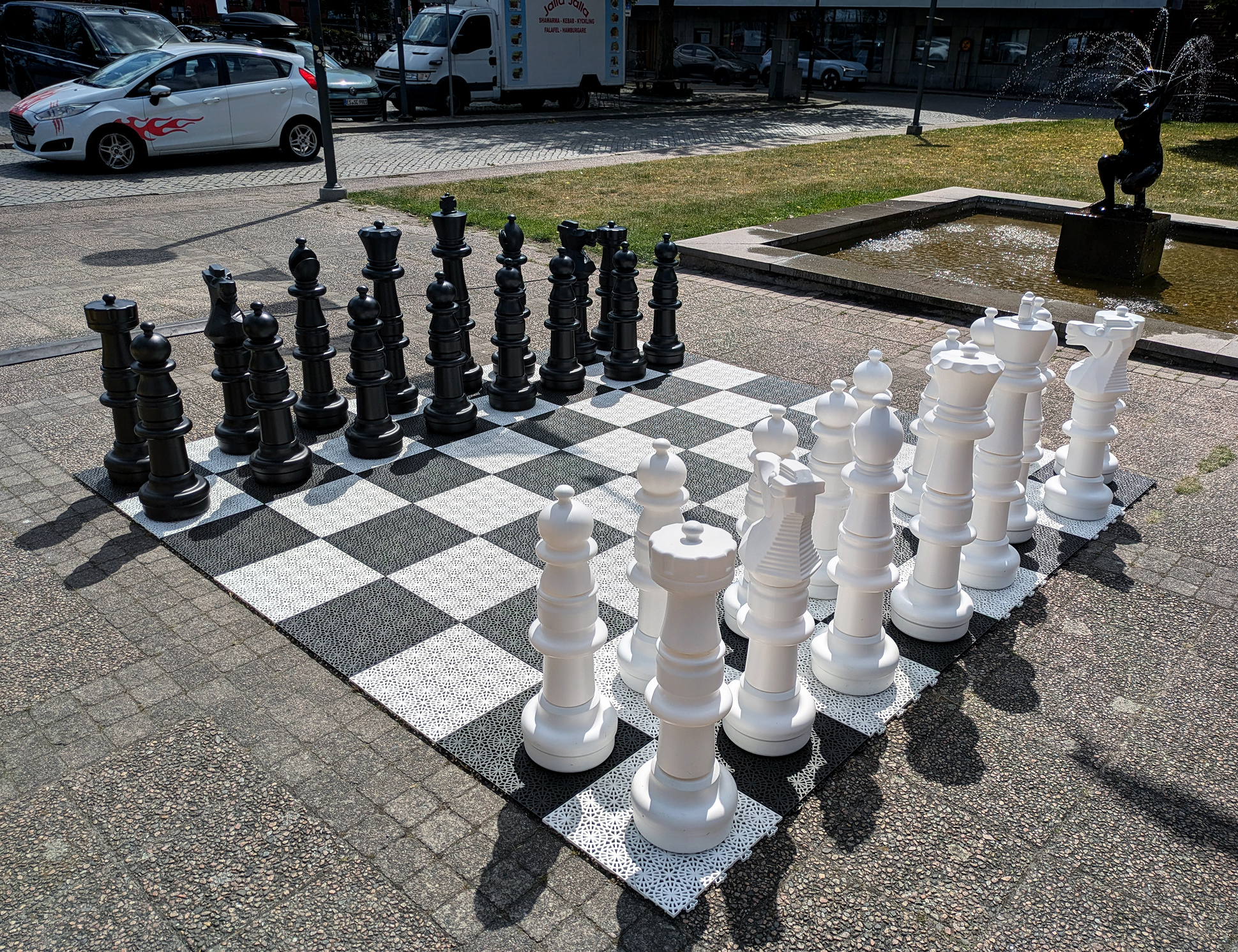
Ett schackbräde för utomhusbruk på St Knuts Torg i Ystad, pjäserna på bilden står dock fel, vits vänstra torn startar alltid på svart ruta.

Schackbräde är den spelplan som brädspelet schack spelas på.
Ett schackbräde består av ett rutnät om 8×8=64 kvadratiska rutor. Ett schackbräde är alltså indelat i åtta horisontella så kallade rader, samt åtta vertikala så kallade linjer. Raderna är markerade med siffrorna 1 till och med 8, ordnade nerifrån och upp med utgångspunkt från vitspelarens utgångsställning. Linjerna är i sin tur markerade med bokstäverna a till och med h, ordnade från vänster till höger, sett från vits utgångsställning. På så vis uppstår ett koordinatsystem, som man använder för att ange de enskilda schackpjäsernas positioner och förflyttningar över brädet; se schacknotation.
Ofta är rutorna färgade omväxlande svarta och vita eller nyanser därav, och de olika rutorna omnämns sålunda mörka respektive ljusa fält. Inför ett schackpartis början placeras brädet så, att de respektive spelarnas nedre vänstra ruta – med koordinaterna a1 för vitspelaren, och h8 för den spelare som för de svarta pjäserna – alltid är ett mörkt fält.

## Användning i andra spel
Förutom schack spelas också dam på schackbräde – i damspel kan dock brädets storlek vara antingen 8×8, 10×10 eller 12×12 rutor. Othello, även kallat reversi, spelas på ett bräde med ett liknande rutmönster av samma storlek, men som oftast är enfärgat. Många andra schackvarianter använder det traditionella schackbrädet, eller ett liknande bräde med fler eller färre rutor.
|   | a | b | c | d | e | f | g | h |   |
| 8 |   |   |   |   |   |   |   |   | 8 |
| 7 | 7 |   |   |   |   |   |   |   |   |
| 6 | 6 |   |   |   |   |   |   |   |   |
| 5 | 5 |   |   |   |   |   |   |   |   |
| 4 | 4 |   |   |   |   |   |   |   |   |
| 3 | 3 |   |   |   |   |   |   |   |   |
| 2 | 2 |   |   |   |   |   |   |   |   |
| 1 | 1 |   |   |   |   |   |   |   |   |
|   | a | b | c | d | e | f | g | h |   |